# Casa del Sau (Altafulla)
La Casa del Sau, o Casa Gatell, és un edifici ubicat a Altafulla (Tarragonès) protegida com a Bé Cultural d'Interès Local. i és una obra amb elements barrocs.

## Descripció
L'edifici està compost, en alçat, de planta baixa, un pis i al damunt, el graner -com gairebé són totes les cases que integren la vila closa d'Altafulla que presenten totes les mateixes característiques estructurals-.
Presenta una façana en angle. A cada un dels costats de l'angle hi ha una porta amb un arc escarser. Una de les portes té una cartel·la barroca amb la data "1780". A la finestra del pis superior hi ha la data "1683" i a l'interior s'hi troba una torre medieval.